# Daitōryū aikijūjutsu

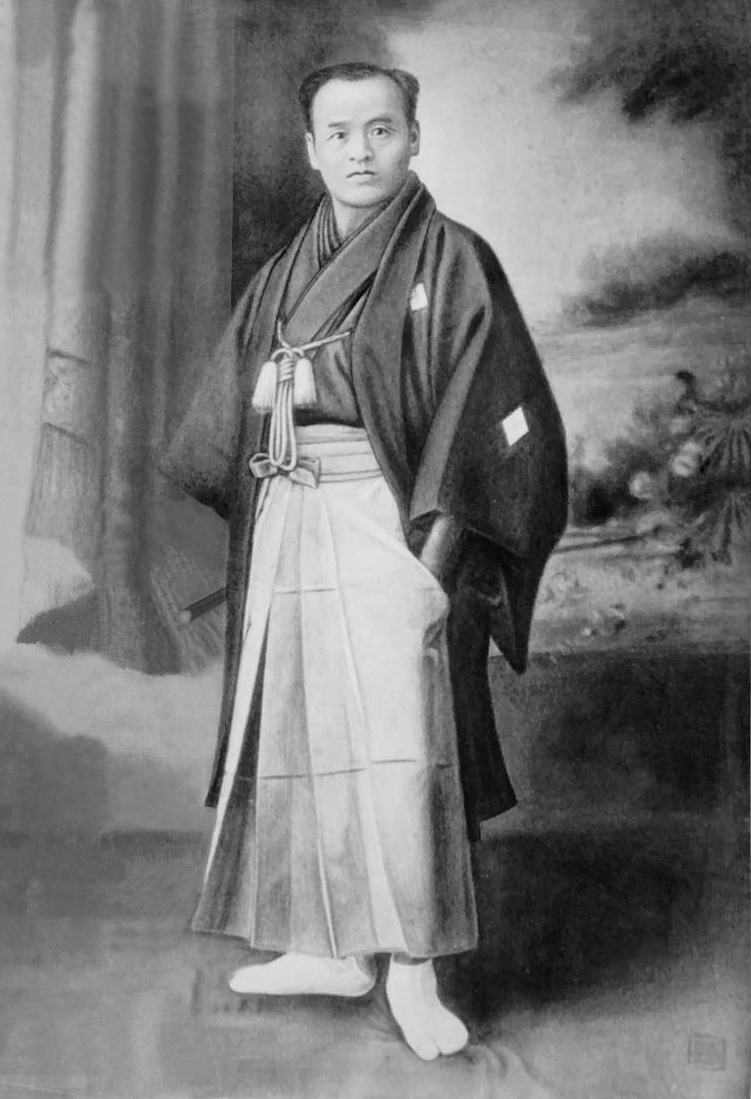
Sokaku Takeda

Le daitōryū aikijūjutsu (大東流合気柔術, « École du Grand Orient ») est un art martial d'origine japonaise (budō). Certains retracent l'origine de l'art à Shinra Saburō Minamoto no Yoshimitsu (新羅 三郎 源 義光, 1045-1127) en 1100,. Il existe cependant très peu de documents concernant cette école et les historiens mettent par conséquent en doute ces affirmations concernant l'origine de la pratique comme ne pouvant pas être prouvée. Ce qui est certain est que la pratique actuelle prend son origine chez Takeda Sokaku, l'homme qui est donc crédité comme ayant soit créé cette discipline largement de toutes pièces (hypothèse cependant peu crédible compte tenu du nombre et de la complexité des techniques), soit comme ayant rendu public un hypothétique savoir antérieur.

## Histoire
Minamoto-No-Yoshikiyo (décédé en 1163), fils aîné de Shinra Saburō Minamoto no Yoshimitsu, qui réside à Takeda, petite ville située dans la province de Kai, donne le nom de cette localité à toute sa famille (1re génération Takeda). En raison de menaces qui pèsent sur le clan Takeda, son neveu Takeda Kunitsugu est accueilli en 1574 par Ashina Moriuji, chef du clan de Aizu, (région de Aizu, province de Iwashiro au nord-ouest d’Edo). En remerciement, il enseigne ses connaissances martiales (aiki-in-yo-ho) aux hauts dignitaires du clan.
En 1643, un daimyo nommé Hoshina Masamori, apparenté au clan Takeda et surtout au shogun Tokugawa, devient le chef du clan Aïzu. Conseiller des Tokugawa, il modifie l’art pour l’adapter au maintien de la sécurité intérieure du palais (sorte de garde rapprochée). Il est aussi disciple du ono-ha-itto-ryu (ken-jutsu).
La notoriété est établie lorsque les gardes personnels du shogun sont formés par le clan Aïzu. Puis, Takeda-Takumi-No-Kamisoemon (Takeda Soemon, 1758-1853), également prêtre shinto versé dans plusieurs arts de combat (dont le jujutsu), transmet l’héritage de l’aiki-in-yo-ho à son fils, Takeda Sokichi Tanomo (1829-1905). Le clan Aizu affronte les armées qui veulent restaurer l’empereur (Restauration de Meiji). Vaincu en 1868, le clan est décimé et la plupart des dignitaires survivants se font seppuku.
Saigo Tanomo (1830-1905), grand conseiller du seigneur et également grand prêtre shinto du temple des Tokugawa, enseigne à Sokaku Takeda (Takeda Minamoto No Masayoshi, 1860-1943) le denchu saho, l’étiquette à l’intérieur des châteaux. L’étiquette est appelée oshikiuchi. Takeda Sokaku introduit quelques éléments du oshikiuchi dans le aiki jujutsu, Sōkaku Takeda (武田 惣角, Takeda Sōkaku). Redoutable ken-jutsuka, il reçoit dans sa jeunesse l’enseignement de Takeda Sokichi), son père, samouraï du clan Aizu, qui a étudié le kenjutsu des écoles Jikishin kage-Ryu (Kajima shinden jikishin kage ryu), l’Ono-ha Itto-Ryu et aussi de l’Hozoin-Ryu (yari-jutsu), le bo-jutsu et le sumo et bien sûr le jujutsu du clan Aïzu.
Pour nommer cet art, Takeda Sokaku emploie le nom daito, qui était celui du château Minamoto Yoshimitsu où naît le aiki jujutsu daito-ryu. Selon Noriaki Inoue, l'ajout du terme aiki dans le nom de l'art viendrait d'une recommandation qu'aurait faite Onisaburo Deguchi à Morihei Ueshiba et qui fut acceptée par Sokaku Takeda.
Sokaku popularise le daito-ryu aiki-Jujutsu au début du XIXe siècle. Le troisième fils de Sokaku, Tokimune (1916-1993) devient le directeur du daitōryū après la mort de son père. D’un tempérament plus doux et souple, il construit un dojo (le Daïto-kan) et codifie l’art en y ajoutant un grand nombre de modifications notables, en remplaçant les anciens termes techniques par des dénominations plus logiques et explicites, et instaure un système de grades et de diplômes. C'est aussi sous sa direction que les dans sont instaurés. En plus de la branche principale du ryū sous la famille Takeda, il existe plusieurs autres branches du daitōryū qui maintiennent leur propre hiérarchie et curriculum.

## Les techniques
Il y a au total 2 884 techniques. Takeda Sokaku ne nommait pas ses techniques mais les numérotait et c'est son fils Tokimune qui tâcha de les nommer et de les classifier. Traditionnellement, elles sont pratiquées dans une forme séquentielle à l'intérieur de chaque niveau qui inclut des techniques où les deux adversaires sont assis (idori), l'un est assis contre un adversaire debout (hanza handachi), les deux adversaires sont debout (tachiai), un adversaire debout se défend contre un adversaire dans son dos (ushiro dori).
Le disciple ne peut pas monter de niveau tant qu'il n'a pas maîtrisé son niveau actuel. À la fin de chaque niveau, il reçoit un certificat qui répertorie toutes les techniques qui sont maîtrisées.
Le premier niveau des techniques est dénommé shoden waza et porte principalement sur la respiration, le déséquilibre, la distance, l'opportunité, l'attention et l'action sur des points sensibles et des articulations.
La liste des catalogues dans le style classique de Tokimune et le nombre de techniques dans chacun sont indiqués ensuite.
|   | Catalogue Name                                           | No. of Techniques |
| - | -------------------------------------------------------- | ----------------- |
| 1 | Syllabus secret (秘伝目録, Hiden mokuroku)               | 118               |
| 2 | Science de l'union des esprits (合気之術, Aiki-no-jutsu) | 53                |
| 3 | Mystères intérieurs (秘伝奥義, Hiden ōgi)                | 36                |
| 4 | Techniques de Self Defense (護身用の手, Goshin'yō-no-te) | 84                |
| 5 | Explication de l'héritage (解釈相伝, Kaishaku sōden)     | 477               |
| 6 | Licence de transmission complète (Menkyo kaiden)         | 88                |

Le Takumakai ajoute à cette liste le Daito-ryu Aiki Nito-ryu Hiden (大東流合気二刀流), l'art de manier deux lames.

## Préceptes moraux
Contrairement à ce que l'on pense souvent, le daitōryū aikijūjutsu n'est pas dénué de principes moraux. À haut niveau, les techniques possèdent en effet une composante de compassion et certains dojos insistent même particulièrement sur le développement de l'individu et l'aspect social de la pratique qui vise à l'harmonie entre les êtres,.

## Les écoles dedaito-ryu aiki-jujutsu

### Le Takumakai
Le Takumakai est une école de daito-ryu aiki-jujutsu (la seconde en termes d'effectifs) fondée à Osaka le 24 août 1975 par des élèves de Takuma Hisa (en) (久 琢磨, 1895–1980) et Nakatsu Heizabuo, qui furent tous deux élèves de Sokaku Takeda. Takuma Hisa est le seul élève de Takeda ayant reçu de ce dernier le menkyo kaiden (diplôme de transmission totale) en daito-ryu aiki-jujutsu, le 26 mars 1939. L'école Takumakai a une place particulière dans l'histoire des arts de l’aiki puisque ses cadres originaux (les membres du service de sécurité du journal Asahi d'Osaka) ont tous étudié le daito-ryu aiki-jujutsu sous la direction de Morihei Ueshiba (avant que celui-ci ne fonde l'aikido), puis de Sokaku Takeda.
L'école est aujourd'hui dirigée par Mori Hakaru (directeur) et Chiba Tsugutaka (directeur honoraire) et administrée par Kobayashi Kiyohiro. Chiba Tusgutaka, qui est celui qui a suggéré le nom Takumakai, s'est également entraîné longuement au Daito-kan sous la direction de Takeda Tokimune, le fils de Takeda Sokaku, faisant donc le lien entre les deux lignées majeures du daito-ryu aiki-jujutsu.
De son côté, Kobayashi Kiyohiro (Kyōju Dairi) a lui aussi eu l'occasion d'apprendre sous la direction de Takeda Tokimune à Hokkaido et il s'est également entraîné en aikido au Hombu dojo de l'Aikikai sous la direction de Morihei Ueshiba et Kisshomaru Ueshiba, ainsi qu'au Yoshinkan sous Gozo Shioda, à une époque où les relations entre aikido et daito-ryu aiki-jujutsu étaient encore fortes. Le Takumakai détient en outre l'un des plus grands recueils photographiques de techniques du daito-ryu, le Soden, qui comporte les techniques apprises sous Morihei Ueshiba et sous Sokaku Takeda.

### Autres lignées se réclamant dudaito-ryu
- Morihei Ueshiba (植芝 盛平, 1883–1969), aikido
- Shogen Okabayashi (en) (岡林 将玄, 1949), hakuho-ryu
- Ōgami Kenkichi (1936), daito-ryu daibukan
- Sagawa Yukiyoshi (佐川幸, 1902-1998), sagawa den daito-ryu aiki bujutsu
- Seigō Okamoto (岡本 正剛,) daito-ryu roppokai
- Katsumi Yonezawa (米沢 克巳, 1937-1998), daito-ryu bokuyōkan (en)
- Michio Takase (1964 - ), Matsuda Den Daito Ryu Aiki Jujutsu Renshinkan
- Mounir Mekdou (ムニル, 1999-2010), daito-ryu Aikido jujutsu Yoseikan Budo
- Yamamoto Kakuyoshi, aiki shintojyushinkai
- Takeda Hitoshi, daïto-ryu aïki budo
- Takeda Munemitsu (武田宗光, 1924)
- Kondo Katsuyuki, daito-ryu shimbukan
- Okuyama Ryuho, hakkō-ryū
- Shigemitsu Kato, aiki daito kai
- Choi Yong Sul (1904-1986), hapkido
- Keido Yamaue (1946), yamaue ryu
- Kōtarō Yoshida (en) (吉田幸太郎, 1883-1966), yanagi-ryu